# Ексапостиларий

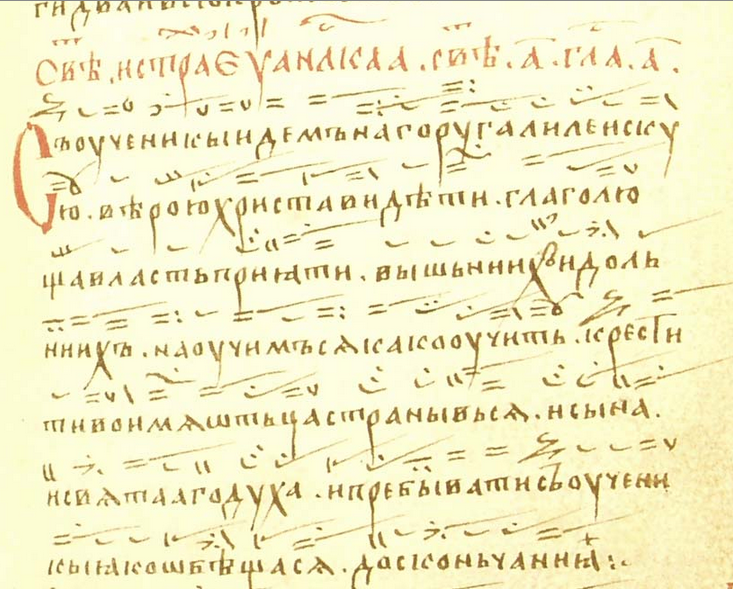
Воскресный светилен 1 гласа. Стихирарь крюковый с прибавлениями, полуустав, написан в 1437 году

Ексапостила́рий (также экзапостила́рий греч. ἐξαποστειλάριον; от греч. ἐξαποστέλλω — посылаю) или Свети́лен (греч. φωταγωγικά от греч. φωτός — свет + греч. ἄγω — вести, приводить) — в Православии песнопение, которое поётся на утрени по 9-й песни канона и малой ектении, а в воскресные дни — по пении «Свят Госпо́дь Бог наш».

## Краткая характеристика
Термин «ексапостиларий» происходит от того, что в ексапостиларии содержится просьба ко Христу прийти на помощь молящимся, то есть послать свою силу и благодать грешным людям. В Константинопольской Церкви для пения ексапостилария когда-то высылали только одного певца на середину храма.
Термин «светилен» происходит от содержания светильнов: в них говорится о Христе, которого называют светом, и содержится просьба прийти в души молящихся и освятить их Собою, то есть послать духовный разум, увидеть свои грехи, дать силы для борьбы с немощами и пороками. Символически время пения светильна в древности приходилось в предрассветный час, когда в данной местности небо уже светлело от появления зари.
Наиболее известен пасхальный ексапостиларий:
Пло́тию усну́в, яќо мертв, Царю́ и Го́споди, тридне́вен воскре́сл еси́, Ада́ма воздви́г от тли, и упраздни́в смерть: Па́сха нетле́ния, ми́ра Спасе́ние.
Древнегреческий оригинал текста:
Σαρκὶ ὑπνώσας ὡς θνητός, ὁ Βασιλεὺς καὶ Κύριος, τριήμερος ἐξανέστης, Ἀδὰμ ἐγείρας ἐκ φθορᾶς, καὶ καταργήσας θάνατον, Πάσχα τῆς ἀφθαρσίας, τοῦ κόσμου σωτήριον.
Большинство праздничных светильнов (ексапостилариев) помещаются в Минее (и иногда в Триоди) на ряду сразу после канона утрени. Если праздник пришёлся на воскресение, то, обычно, сначала читается воскресный эксапостиларий, затем «Слава…», праздничный светилен, «И ныне…», Богородичен.

## Ексапостиларии Октоиха

### Седмичные эксапостиларии
Поются (обычно читаются) на вседневной утрени. Их содержание соотносится с особой памятью каждого дня седмицы. Они также находятся в одном из приложений Октоиха и в Типиконе (глава 55), и после каждого из них читается Богородичен:
| День седмицы    | Ексапостиларий | Богородичен/Крестобогородичен |
| --------------- | --- | --- |
| В понеде́льник   | «Не́бо звезда́ми украси́вый я́ко Бо́г, и Твои́ми а́нгелы всю́ зе́млю просвети́вый, Соде́телю все́х, пою́щыя Тя́ спаса́й.» | «Сла́дость а́нгелов, скорбя́щих ра́дость, христиа́н предста́тельница Де́во Ма́ти Госпо́дня, заступи́ на́с, и изба́ви ве́чных му́к.»                                                       |
| Во вто́рник      | «Предте́чу Иоа́нна, и Крести́теля Спа́сова, во проро́цех проро́ка, и пусты́ни воспита́ние, Елисаве́тино рожде́ние восхва́лим вси́.» | «Сла́дость а́нгелов, скорбя́щих ра́дость, христиа́н предста́тельница Де́во Ма́ти Госпо́дня, заступи́ на́с, и изба́ви ве́чных му́к.»                                                       |
| В сре́ду и пято́к | «Кре́ст — храни́тель всея́ вселе́нная, кре́ст — красота́ це́ркве, кре́ст — ве́рных утвержде́ние, кре́ст — а́нгелов сла́ва и де́монов я́зва.» | «У креста́ предстоя́щи, тя́ безсе́менно ро́ждшая, и рыда́ющи вопия́ше: увы́ Сладча́йшее Ча́до, ка́ко заше́л еси́ от о́чию Мое́ю? ка́ко в ме́ртвых вмени́лся еси́?»                             |
| В четверто́к     | «Во всю́ подсо́лнечную те́кше пропове́дасте Христо́во от Де́вы свято́е воплоще́ние вои́стинну, от пре́лести обраща́юще язы́ки, и просвеща́юще, и вся́ науча́юще Тро́ицу почита́ти святу́ю, апо́столи Спа́совы.» «Вели́каго началопа́стыря, и иера́рха вси́, председа́теля мирлики́йскаго Никола́а хва́лим: мно́ги бо му́жи спасе́, непра́ведно умре́ти иму́щыя, царю́ явля́ется со Авла́вием во сне́, решя́ непра́ведное изрече́ние.» | «Мари́е чисте́йшая, злата́я кади́льнице, невмести́маго Божества́ прия́телище бы́вшее, в не́мже Оте́ц благоволи́, Сы́н же всели́ся, и Ду́х Святы́й осени́в Тя́ Отрокови́це показа́ Богоро́дицу.» |
| В суббо́ту       | «И́же и ме́ртвыми и живы́ми облада́яй я́ко Бо́г, и святы́ми Твои́ми всю́ зе́млю просвети́вый, Соде́телю все́х, пою́щыя Тя́ спаса́й.» | «Мы́ о Тебе́ хва́лимся Богоро́дице, и к Бо́гу Тя́ и́мамы предста́тельство, простри́ ру́ку Твою́ необори́мую, и сокруши́ враги́ на́шя, Твои́м низпосли́ рабо́м по́мощь от свята́го.»             |

### Воскресные ексапостиларии
Помещены в приложениях Октоиха и в Типиконе (глава 54). Их всего 11, каждый из которых кратко повествует о содержании одного из одиннадцати воскресных утренних Евангелий, читаемых на полиелее воскресного всенощного бдения. После каждого ексапостилария следует Богородичен, а за ним печатается текст утренней стихиры, которая поётся в конце хвалительных стихир, или перед Первым часом. Первые 8 стихир поются на глас с первого по восьмой по порядку.
| Утреннее Евангелие            | Ексапостиларий | Богородичен                                  | Утренняя стихира                                                                   |
| ----------------------------- | --- | -------------------------------------------- | ---------------------------------------------------------------------------------- |
| 1-е Мф. 28:16–20 (зачало 116) | «Со ученики́ взы́дем на го́ру Галиле́йскую, ве́рою Христа́ ви́дети глаго́люща, вла́сть прия́ти вы́шних и ни́жних, научи́мся: ка́ко учи́т креща́ти, во и́мя Отца́, и Сы́на, и Свята́го Ду́ха, язы́ки вся́, и пребыва́ти с таи́нники, я́коже обеща́ся, до сконча́ния ве́ка.»                                     | «Со ученики́ ра́довалася еси́ Богоро́дице Де́во…» | глас 1: «На го́ру ученико́м иду́щым за земно́е [е́же от земли́] вознесе́ние…»             |
| 2-е Мк. 16:1–8 (зач. 70)      | «Ка́мень узре́вшя отвале́н мироно́сицы, ра́довахуся, ви́деша бо ю́ношу седя́ща во гро́бе, и то́й те́м рече́: се́ Христо́с воста́л е́сть, рцы́те с Петро́м ученико́м: на го́ру приспе́йте Галиле́йскую, та́мо ва́м яви́тся, я́коже предрече́ друго́м.»                                                         | «А́нгел у́бо принесе́ Де́ве, е́же ра́дуйся…»       | глас 2: «С ми́ры прише́дшым я́же с Мари́ею жена́м…»                                     |
| 3-е Мк. 16:9–20 (зач. 71)     | «Я́ко Христо́с воскре́се, никто́же да не ве́рует: [не не ве́руй] яви́ся бо Мари́и, пото́м же ви́ден бы́сть на село́ иду́щима, таи́нником же па́ки яви́ся, возлежа́щым единона́десятим, и́хже креща́ти посла́в, на небеса́ вознесе́ся, отню́дуже и сни́де, утвержда́я пропове́дание мно́жествы зна́мений.»      | «Возсия́вшее Со́лнце, я́ко от черто́га жени́х…»   | глас 3: «Магдали́не Мари́и Спа́сово благовеству́ющей из ме́ртвых воскре́сние и явле́ние…» |
| 4-е Лк. 24:1–12 (зач. 112)    | «Доброде́тельми блиста́вшеся, ви́дим предстоя́ща в живоно́снем гро́бе му́жа в блеща́щихся ри́зах: мироно́сицам прекло́ньшым ли́ца на зе́млю, небесы́ Влады́чествующаго воскре́снию да научи́мся, и к Живота́ гро́бу с Петро́м притеце́м: и соде́янному уди́вльшеся пребу́дем Христа́ ви́дети.»              | «Ра́доватися веща́вый…»                        | глас 4: «У́тро бе́ глубоко́…»                                                         |
| 5-е Лк. 24:12–35 (зач. 113)   | «Живо́т и Пу́ть, Христо́с воста́ из ме́ртвых, Клео́пе и Луце́ спутеше́ствова, и́маже и позна́ся во Еммау́се, преломля́я хле́б: ею́же ду́шы и сердца́ горя́ща бя́ху, егда́ те́ма глаго́лаше на пути́, и писа́ния ска́зоваше, я́же претерпе́. с ни́маже, воста́, зове́м, яви́ся же и Петро́ви.»                    | «Пою́ безчи́сленную Твою́ ми́лость…»             | глас 5: «О прему́дрых суде́б Твои́х Христе́…»                                          |
| 6-е Лк. 24:36–53 (зач. 114)   | «Показу́я, я́ко челове́к еси́ Спа́се, по существу́, посреде́ ста́в воскре́с от гро́ба, и бра́шна сопричасти́лся еси́, учи́л еси́ креще́нию покая́ния. А́бие же к Небе́сному возне́слся еси́ Отцу́, и ученико́м Уте́шителя посла́ти обеща́л еси́ пребоже́ственный Богочелове́че: сла́ва Твоему́ воста́нию.»        | «Творе́ц созда́ния, и Бо́г все́х…»               | глас 6: «И́стинный ми́р Ты́ Христе́…»                                                  |
| 7-е Ин. 20:1–10 (зач. 63)     | «Я́ко взя́ша Го́спода, Мари́и ре́кшей, на гро́б теча́ста, Си́мон Пе́тр, и други́й таи́нник Христо́в, его́же любля́ше: теча́ста же о́ба, и обрето́ста плащани́цы еди́ны вну́трь лежа́щя, и главны́й же бе́ суда́рь кроме́ и́х. Те́мже па́ки умолча́ста, до́ндеже Христа́ ви́деста.»                                | «Ве́лия и пресла́вная мене́ ра́ди…»              | глас 7: «Се́ тьма́, и ра́но…»                                                         |
| 8-е Ин. 20:11–18 (зач. 64)    | «Два́ а́нгела ви́девши вну́трь гро́ба, Мари́а удивля́шеся, и Христа́ не зна́ющи, я́ко вертогра́даря вопроша́ше: Го́споди, где́ положи́л еси́ те́ло Иису́са моего́? зва́нием же того́ позна́вши бы́ти самого́ Спа́са, слы́ша: не прикаса́йся Мне́, ко Отцу́ отхожду́, рцы́ бра́тии Мое́й.»                          | «От Тро́ицы родила́ еси́ Отрокови́це…»           | глас 8: «Мари́ины сле́зы не всу́е пролива́ются те́пле…»                                 |
| 9-е Ин. 20:19–31 (зач. 65)    | «Заключе́нным Влады́ко две́рем, я́ко вше́л еси́, апо́столы испо́лнил еси́ Ду́ха Пресвята́го, ми́рно ду́нув: и́мже вяза́ти же и реша́ти грехи́ ре́кл еси́: и по осми́ дне́х Твоя́ ре́бра Фоме́ показа́л еси́, и ру́це. С ни́мже вопие́м: Госпо́дь и Бо́г Ты́ еси́.»                                                 | «Твоего́ Сы́на я́ко ви́дела еси́ от гро́ба…»       | глас 5: «Я́ко в после́дняя ле́та…»                                                    |
| 10-е Ин. 21:1–14 (зач. 66)    | «Тивериа́дское мо́ре с детьми́ Зеведе́евыми, Нафана́ила с Петро́м же и со други́ма двема́ дре́вле, и Фому́ имя́ше на ло́ве: и́же Христо́вым повеле́нием одесну́ю вве́ргше, мно́жество извлеко́ша ры́б: Его́же Пе́тр позна́в, к Нему́ бродя́ше, и́мже тре́тие явле́йся, и хле́б показа́, и ры́бу на у́глех.»       | «Воскре́сшаго Го́спода тридне́вна от гро́ба…»    | глас 6: «По е́же во а́д соше́ствии…»                                                  |
| 11-е Ин. 21:15–25 (зач. 67)   | «По Боже́ственнем воста́нии, три́жды Петра́, лю́биши ли Мя́, вопроша́я Госпо́дь, свои́х ове́ц предлага́ет пастыренача́льника: и́же ви́дя, его́же любля́ше Иису́с, во сле́д гряду́ща, вопроша́ше Влады́ку: се́й же что́? а́ще хощу́, рече́, пребыва́ти сему́, до́ндеже и па́ки прииду́, что́ к тебе́, дру́же Пе́тре?» | «О стра́шное та́инство, о пресла́вное чу́до…»    | глас 8: «Явля́я себе́ ученико́м Твои́м, Спа́се…»                                        |

## Великопостные светильны гласа
Находятся в приложении Триоди постной, в приложении Октоиха и в Типиконе (глава 58) сразу после Троичных песен.
- Чтец, в зависимости от текущего гласа Октоиха, произносит[5] необходимый светилен только чуть больше половины:

| Глас 1: | «Свет возсия́й, Го́споди, ду́шу мою́ очи́сти от вся́каго греха́, / … »                          |
| Глас 2: | «Свет Твой присносу́щный низпосли́, Христе́ Бо́же, и просвети́ о́чи та́йныя се́рдца моего́, / … » |
| Глас 3: | «Низпосли́ свет Твой, Христе́ Бо́же, и просвети́ се́рдце мое́, / … »                           |
| Глас 4: | «Свет возсия́й ми́ру Твоему́, во тьме ду́шу мою́ су́щую от вся́каго греха́ очи́сти, / … »         |
| Глас 5: | «Светода́вче Го́споди, низпосли́ свет Твой, и просвети́ се́рдце мое́, / … »                    |
| Глас 6: | « … / низпосли́ душа́м на́шим свет Твой присносу́щный.»                                      |
| Глас 7: | «Воздви́гни мя, Го́споди, к Твоему́ песнопе́нию, и научи́ мя твори́ти во́лю Твою́, Святы́й, / … » |
| Глас 8: | «Свет Сый, Христе́, просвети́ мя Тобо́ю, / … »                                              |

- Хор допевает следующий припев:

| В понеде́льник:        | « … предста́тельствы Безпло́тных Твои́х, и спаси́ мя.»                      |
| Во вто́рник:           | « … моли́твами, Го́споди, Предте́чи Твоего́, и спаси́ мя.»                   |
| В сре́ду же и в пято́к: | « … си́лою, Го́споди, Креста́ Твоего́, и спаси́ мя.»                         |
| В четверто́к:          | « … моли́твами, Го́споди, Апо́стол Твои́х и святи́теля Николая́, и спаси́ мя.» |

- Чтец произносит: «Сла́ва Отцу́ и Сы́ну и Свято́му Ду́ху.» и снова повторяет светилен до половины.
- Хор теперь поёт:

… моли́твами, Го́споди, святы́х Твои́х, и спаси́ мя.
- Чтец произносит: «И ны́не и при́сно и во ве́ки веко́в. Ами́нь.» и в третий раз повторяет светилен до половины.
- Хор на этот раз завершает:

… моли́твами, Го́споди, Богоро́дицы, и спаси́ мя.
При исполнении светильна 6-го гласа: сначала чтец возглашает укороченные до последней запятой припевы, а хор каждый раз допевает к ним светилен.